# Larseng
Larseng est une localité du comté de Troms, en Norvège.

## Géographie
Administrativement, Larseng fait partie de la kommune de Tromsø.